# Jennifer Tisdale
Jennifer Kelly Tisdale (sinh ngày 18 tháng 9 năm 1981) là một diễn viên, ca sĩ người Mỹ. Cô là chị gái của nữ diễn viên Ashley Tisdale.
Cô nổi tiếng qua bộ phim Bring It On: In It to Win It.